# Casa Crivillés
La Casa Cribillers és un habitatge del municipi de Calaf (Anoia) que forma part de l'Inventari del Patrimoni Arquitectònic de Catalunya. Està situada al Passeig de Santa Calamanda, on hi ha dos més edificis inventariats.

## Descripció
És un edifici de dues plantes, rectangular amb una façana de caràcter sobri típicament neoclàssica. Destaca un domini total de la línia recta que no es trenca en cap moment i queda encara més remarcada per la franja de pedra vermella que cau a la façana lateral. Ressalten els petits intents decoratius al pis superior i la balconada de pedra decorada amb elements vegetals que quedà trencada en fer-se més endavant l'ampliació de l'edifici. Té entrada pel pati lateral. El perfil de la casa és esglaonat. Té adossada una torre de planta quadrada amb "merlets" dalt de tot i amb alguna fusta apuntada neogòtica. Inicis del segle xx.